# Jean Regnault de Segrais

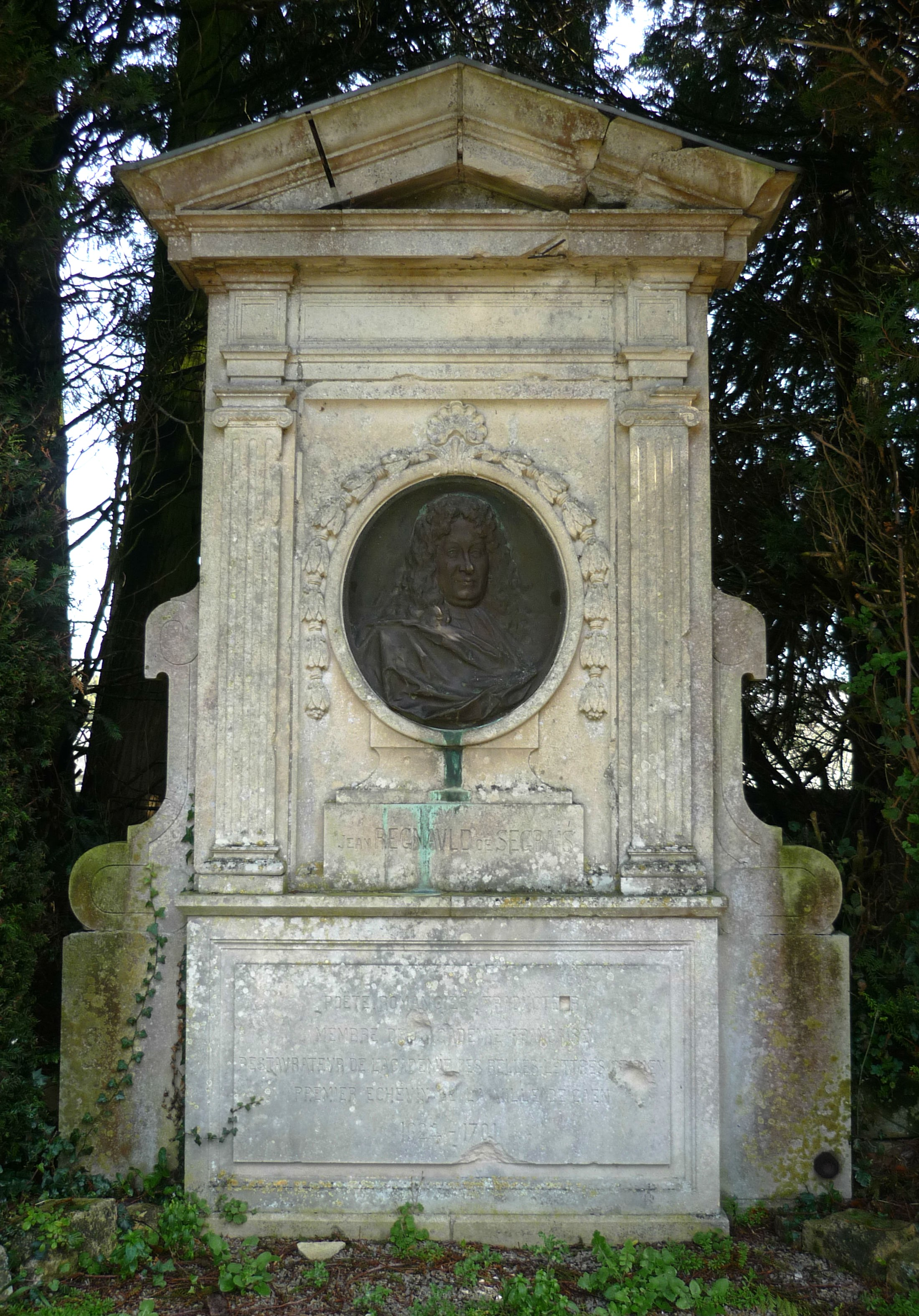
Tombe de Jean Regnault de Segrais à Fontenay-le-Pesnel.

Jean Regnault de Segrais, né le 22 août 1624 à Caen où il est mort le 25 mars 1701, est un poète, homme de lettres et traducteur français.

## Sa vie et son œuvre
Il fait de brillantes études au collège des jésuites de Caen, où il compose entre l’âge de dix-huit et vingt ans plusieurs œuvres poétiques, un roman et une tragédie. En 1647, entraîné par le fils de la gouvernante de la duchesse de Montpensier, il se rend à Paris et demeure pendant vingt-quatre ans au service de « la Grande Mademoiselle ». Il accompagne la duchesse à Saint-Fargeau, en 1652 et fréquente l’académie d’Habert de Montmor. Oubliant l’état ecclésiastique auquel on le destinait, il traduit Virgile et compose des poèmes pastoraux. En 1656, il publie un recueil de nouvelles fait d’historiettes et de portraits de femmes de la cour, Les Nouvelles françaises, dont l’atmosphère galante évoque celle des fêtes données chez la duchesse au temps de la Fronde.
Ami de Paul Scarron, Gilles Ménage, Pierre-Daniel Huet, Paul Pellisson et Nicolas Boileau, Segrais est élu membre de l’Académie française en 1662. En 1670, s’étant brouillé avec la duchesse pour avoir désapprouvé son mariage avec Lauzun, il entre chez Madame de La Fayette. Devenu son secrétaire, il participe avec La Rochefoucauld à la composition de ses premiers romans et publie sous son nom les premières éditions de La Princesse de Montpensier et Zaïde.
Après trente ans passés dans la capitale, lassé du tourbillon de la cour, Segrais retourne dans sa contrée natale, qu’il appelle « ma célèbre patrie, et ma première amour » et dont il a gardé l’accent toute sa vie. Déjà membre de l’Académie royale des Belles-Lettres de Caen, dont il était devenu président à la mort de son fondateur en 1674, il y épouse en 1678 une de ses cousines, une riche héritière, Claude Acher, fille de Jean Acher et d'Hélène de La Ménardière, parente de l’abbé de Saint-Pierre et issue comme lui de Lucas Acher. Le couple fait salon et reçoit la bonne société. Entre 1683 et 1686, il est premier échevin de Caen. Invité par Madame de Maintenon à revenir à Paris pour devenir précepteur du duc de Maine, Segrais, prétextant une surdité naissante, rechigne à quitter sa retraite, car « l’expérience, disait-il gaiement, lui avait appris qu’il faut à la cour de bons yeux et de bonnes oreilles. » Lorsqu’il s’éteint à l’âge de 77 ans, il laisse derrière lui une réputation de bonté et de candeur. Lui-même se jugeait « quoique Normand, sans fraude et sans finesses. » Son compatriote Moisant de Brieux célèbre ainsi ses qualités :
Segrais, l’ami franc et loyal,
Cœur formé de ce pur métal
Qu’on vit reluire au premier âge.
Voltaire, tout en corrigeant un mot de la duchesse de Montpensier, renchérit : « Mademoiselle l’appelle une manière de bel esprit : mais c’était en effet un très bel esprit et un véritable homme de lettres. »
Sans doute la réputation de Segrais en tant que poète bucolique doit-elle beaucoup à ce vers de Boileau : « Que Segrais, dans l’églogue, en charme les forêts... » Mais ses poèmes allaient bientôt tomber dans l’oubli. La Harpe explique ainsi ce désaveu de la postérité : « Il faut songer qu’il écrivait avant les maîtres de la poésie française, et n’ayant encore d’autres modèles que Malherbe et Racan ; c’est ce qui rend plus excusables les fautes de sa versification, souvent lâche et traînante, et qui n’est pas même exempte de ces constructions forcées, de ces latinismes, enfin de ces restes de la rouille gothique qui ne disparut entièrement que dans les vers de Boileau. »
Sa tombe se trouve à l’emplacement de l’ancien chœur de l’église Saint-Martin en grande partie détruite en 1944 à Fontenay-le-Pesnel.

## Œuvres
Poésie
- Ode à M. Chapelain, sur les victoires de Mgr le duc d'Anguien (1647)
- Athys, poème pastoral dédié à S. A. R. Mademoiselle (1653)
- Diverses poésies de Jean Regnault de Segrais (1658)
- Poésies de M. de Segrais, 3e édition plus ample, plus correcte et en meilleur ordre que les précédentes (1660)
- Églogues de M. de Segrais, avec les passages imités des poètes latins. L’Athys, poème pastoral ; le Portrait de Mademoiselle (1733)

Romans et nouvelles
- Bérénice, portrait de Gilonne d'Harcourt, comtesse de Fiesque gravé par Grégoire Huret d'après Henri et Charles Beaubrun en frontispice du vol.1 (4 volumes, 1648-51)
- Les Nouvelles françaises, ou les Divertissemens de la princesse Aurélie (2 volumes, 1656-57). Réédition : Société des textes français modernes, Paris, 1990.

Théâtre
- L’Amour guéri par le Temps, tragédie par M. de Segrais (s.d.)

Traductions
- Traduction de l'Énéide de Virgile, par Mr de Segrais (2 volumes, 1668-81)
- Les Géorgiques de Virgile, traduites en vers français, ouvrage posthume de M. de Segrais (1711)

Mélanges
- Segraisiana, ou melange d’histoire et de litterature ; recueilli des entretiens de M. de Segrais, de l’Academie françoise. II. Les Églogues, l’Amour détruit par le temps, tragedie pastorale. III. La Relation de l’isle imaginaire, ou l’histoire de la princesse de Paphlagonie (1721) (Texte en ligne).
- Œuvres diverses, chez François Changuion, Amsterdam, 1723 tome 1, Mémoires Anectodes, tome 2, Églogues

## Hommages, postérité
- Une rue à Caen porte son nom.